# Lara Matheis
Lara Matheis (* 2. August 1992 in Lich, Hessen) ist eine ehemalige deutsche Leichtathletin, die sich auf den Sprint spezialisiert hatte und auch Staffeln lief. Ihre größten Erfolge sind die Silbermedaille mit der deutschen 4-mal-200-Meter-Staffel bei den IAAF World Relays 2017 auf den Bahamas und der Staffel-Sieg bei der Team-Europameisterschaft 2017 in Lille (Frankreich).

## Berufsweg
Matheis ist Sport- und Fitnesskauffrau. Seit Anfang Oktober 2018 arbeitet sie wieder in Vollzeit.

## Sportliche Laufbahn
Lara Matheis war selbst in den Jugendklassen nie auf das Podest Deutscher Meisterschaften gesprintet, da sie durch ihre Ausbildung nicht so stark auf den Sport fokussiert war.
Seit 2015 kam sie beim 200-Meter-Lauf bei Deutschen Meisterschaften in der Halle und im Freien in die Finalläufe.
2017 errang Matheis ihre erste Meisterschaftsmedaille, als sie in 23,22 s Deutsche Hallenvizemeisterin über 200 Meter wurde. Im Vorlauf hatte Matheis eine persönliche Bestzeit mit 23,19 s aufgestellt. Bei den letzten 15 Hallenmeisterschaften hätten diese Zeiten elfmal zum Titel gereicht. Über 60 Meter sprintete sie am Tag zuvor im Finale in 7,36 s auf den sechsten Platz und war im Halbfinale mit persönlicher Bestzeit noch zwei Hundertstel schneller gewesen. Im April gewann Matheis gemeinsam mit Rebekka Haase, Tatjana Pinto und Gina Lückenkemper bei den IAAF World Relays 2017 auf den Bahamas in einer Zeit von 1:30,68 min die Silbermedaille mit der 4-mal-200-Meter-Staffel. Die Staffel setzte sich dabei knapp gegen das Team aus den USA durch. Im nordfranzösischen Lille wurde Matheis Team-Europameisterin, wozu sie durch einen Sieg mit der 4-mal-100-Meter-Staffel beitrug. Im Juli nominierte sie der Deutsche Leichtathletik-Verband (DLV) für die Weltmeisterschaften in London für die 100-Meter-Staffel.
2018 konnte Matheis teils aufgrund von Verletzungen nicht ihr vorheriges Leistungsniveau abrufen und entschied sich auch aus beruflichen Gründen ihre sportliche Karriere zu beenden.

## Vereinszugehörigkeiten
Lara Matheis startete für TSG Gießen-Wieseck, erster Verein war das LAZ Gießen.

## Ehrungen
- 2016 bei der Feierstunde des Sports als Süddeutsche Meisterin über 200 Meter vom Magistrat der Universitätsstadt Gießen mit der Sportplakette in Silber geehrt.[5]

## Bestleistungen
(Stand: 22. Juli 2017)

Halle
- 60 m: 7,34 s, 18. Februar 2017, Leipzig
- 200 m: 23,19 s, 19. Februar 2017, Leipzig
- 400 m: 62,23 s, 12. Januar 2013, Stadtallendorf

Freiluft
- 100 m: 11,29 s (+1,9 m/s), 11. Juni 2017, Regensburg
- 200 m: 23,13 s (−0,8 m/s), 9. Juli 2017, Erfurt
- 200 m: 23,10 s (+2,1 m/s), 27. Mai 2017, Weinheim
- 400 m: 55,72 s, 6. Juli 2016, Pfungstadt
- 4 × 100 m: 42,47 s, 24. Juni 2017, Lille (Frankreich)
- 4 × 200 m: 1:30,68 min, 22. April 2017, Nassau (Bahamas)

## Erfolge
national
- 2015: 5. Platz Deutsche Hallenmeisterschaften (200 m)
- 2016: 6. Platz Deutsche Hallenmeisterschaften (200 m)
- 2016: 7. Platz Deutsche Hallenmeisterschaften (200 m)
- 2017: Deutsche Hallen-Vizemeisterin (200 m)
- 2017: 6. Platz Deutsche Hallenmeisterschaften (60 m)
- 2017: 4. Platz Deutsche Meisterschaften (200 m)

international
- 2017: 2. Platz IAAF World Relays (4 × 200 m)
- 2017: Team-Europameisterin, gleichzeitig 1. Platz (4 × 100 m)